# Coregonus clupeaformis
Coregonus clupeaformis (сиг американський. сиг озерний американський, сиг оселедцеподібний) — вид лососевих риб роду Сиг (Coregonus).

## Поширення
Вид поширений у Північній Америці. Риба зустрічається у більшій частині Канади і частині північних штатів США, в тому числі населяє всі Великі озера, а також на Алясці.

## Опис
Харчується молюсками, личинками комах і ракоподібних. Виростає до 60 см і вагою до 2 кг. Вага та розміри залежать від середовища проживання.
Найбільша риба, що була спіймана у 1983 році у провінції Онтаріо в озері Клір Лейк, важила 7 кг.